# حرب الإيمو
حرب الإيمو، المعروفة أيضا باسم حرب الإيمو العظمى، كانت عملية عسكرية  للقضاء على ما تسببت به الحياة البرية من مشكلات في أستراليا؛ حدث ذلك خلال الجزء الأخير من عام 1932، حيث استهدفت طيور الإيمو تحديداً، إذ تسببت بحالة قلقٍ عام لأنها كانت تفسد في أرض مقاطعة كامبيون فيأستراليا الغربية. المحاولات غير الناجحة للحد من عدد الطائر الإيمو، وهو طائر كبير لا يستطيع الطيران من الطيور الأصلية لأستراليا، تمّت بمشاركة الجنود العاملين المسلحين في سلاح لويس، ما دفع وسائل الإعلام لتبني اسم «حرب الإيمو» عند الإشارة إلى الحدث. في حين أنه تمّ القضاء على عددٍ كبير من الطيور، إلا أن عددها ما لبث أن استقرّ، واستمرت في إحداث الدمار للمحاصيل.

## الخلفية

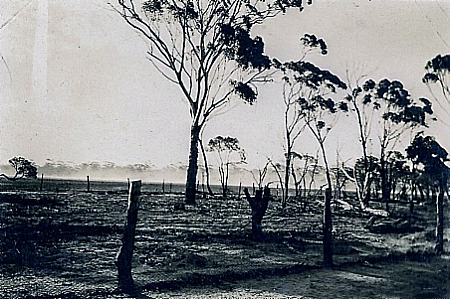
البور الناجم عن الإيمو

في أعقاب الحرب العالمية الأولى، أعداد كبيرة من الجنود السابقين من أستراليا، جنبا إلى جنب مع عدد من قدامى المحاربين البريطانيين، تم أعطائهم الأراضي الزراعية من قبل الحكومة الأسترالية في أستراليا الغربية، في كثير من الأحيان في المناطق الهامشية. مع بداية الكساد الكبير في عام 1929، تم تشجيع هؤلاء المزارعين على زيادة محاصيلهم من القمح، مع وعد الحكومة - وفشلها في تقديم - المساعدة في شكل إعانات. وعلى الرغم من التوصيات والإعانات الموعودة، استمرت أسعار القمح في الانخفاض، وبحلول أكتوبر 1932 أصبحت الأمور حادة، حيث استعد المزارعون لحصاد محصول الموسم بينما يهددون في الوقت نفسه برفض ايصال القمح.
وزادت الصعوبات التي تواجه المزارعين بوصول ما يصل إلى 20 ألف إيمو. تهاجر طيور الإيمو بانتظام بعد موسم التكاثر، متوجهة إلى الساحل من المناطق الداخلية. مع الأرض التي تم تطهيرها وإمدادات المياه الإضافية التي تتاح للماشية من قبل المزارعين الأستراليين الغربيين، وجدت طيور الإيمو أن الأراضي المزروعة كانت موطن جيد، وبدأوا في غزو الأراضي الزراعية—على وجه الخصوص الأراضي الزراعية الهامشية حول تشاندلر ووالجولان. استهلكت طيور الإيمو وافسدت المحاصيل، فضلاً عن ترك فجوات كبيرة في السياج حيث تمكن الأرانب من الدخول والتسبب في المزيد من المشاكل.
نقل المزارعون مخاوفهم بشأن الطيور التي تدمر محاصيلهم، وتم إرسال وفد من الجنود السابقين للاجتماع بوزير الدفاع، السير جورج بيرس. بعد أن خدم في الحرب العالمية الأولى، كان المستوطنون من الجنود يدركون جيداً مدى فعالية المدافع الرشاشة، وطلبوا بنشرهم. وافق الوزير على ذلك، على الرغم من الشروط المرفقة: كان سيتم استخدام الأسلحة من قبل الأفراد العسكريين، وكان يتم تمويل نقل القوات من قبل الحكومة الأسترالية الغربية، وسيقوم المزارعون بتوفير الطعام، والسكن، ودفع ثمن الذخيرة. كما أيد بيرس النشر على أساس أن الطيور سيكون تدرب جيد على الأسلحة،  على الرغم من أنه قد قيل أيضا أن البعض في الحكومة قد ينظرون إلى هذا على أنه طريقة ينظر إليها على أنها تساعد المزارعين في أستراليا الغربية، ولهذا الغرض تم تجنيد مصور سينمائي منفوكس موفيتون.

## «الحرب»

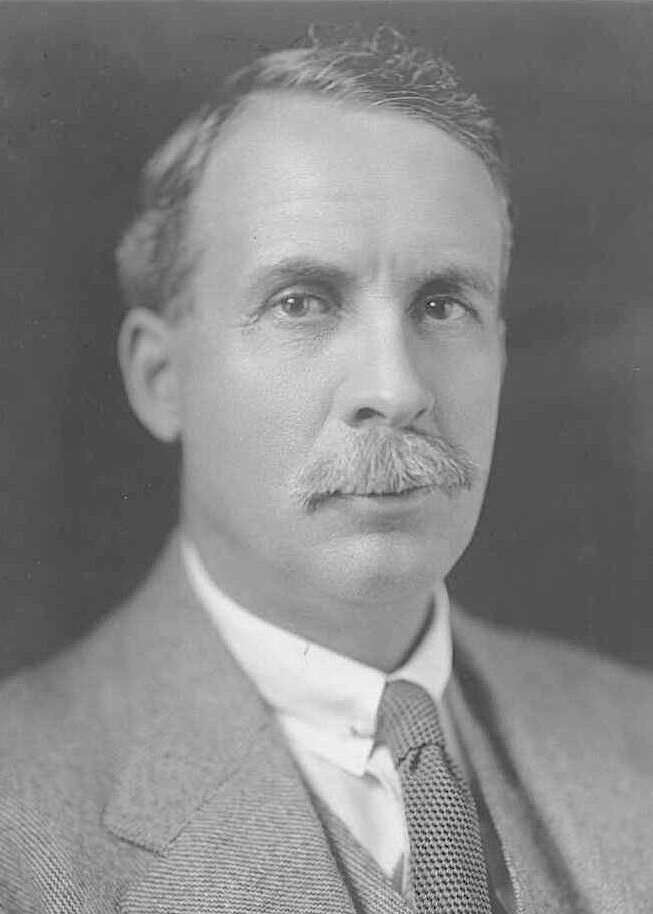
السير جورج بيرس، الذي أمر الجيش بإعدام طيور الإيمو. تمت إحالته لاحقاً إلى البرلمان باسم «وزير حرب الإيمو» من قبل السناتور جيمس دان.

كان من المقرر أن يبدأ التدخل العسكري في أكتوبرعام 1932. وأجريت «الحرب» تحت قيادة اللواء G.P.W. ميريديث من المدفعية الأسترالية الملكية، مع قائد ميريديث بقيادة الرقيب س. مكمراي وجونر ج. أوهالوران، مسلحين باثنين منسلاح لويس و10 ألف طلقة من الذخيرة.غير أن العملية تأخرت بسبب فترة هطول الأمطار التي تسببت في تشتت طيور الإيمو في منطقة أوسع.. توقف المطر في 2 نوفمبر عام 1932،  عند هذه النقطة تم نشر القوات بأوامر لمساعدة المزارعين، وطبقاً لحسابات الصحيفة، لجمع 100 من الإيمو لكي يمكن استخدامها للريش في صنع قبعات للفرسان الأستراليين الخفيفين.

### المحاولة الأولى
وفي 2 نوفمبر، سافر الرجال إلى كامبيون، حيث شوهد نحو 50 إيمو. عندما كانت الطيور خارج نطاق المدافع، حاول المستوطنون المحليون أن يستدرجوا طيور الإيمو في كمين، لكن الطيور انقسمت إلى مجموعات صغيرة وركضت حتى يصعب استهدافها. ومع ذلك، في أول وابل من المدافع الرشاشة كانت غير فعالة بسبب بعد المدى، تمكنت الجولة ثانية من إطلاق النار من قتل «عدد» من الطيور. وفي وقت لاحق من اليوم نفسه، تمت مواجهة قطيع صغير، وقتل «ربما أكثر من عشر» طيور.
الحدث الهام التالي كان في 4 نوفمبر. حيث أنشأت ميريديث كميناً بالقرب من سد محلي، وتم رصد أكثر من ألف إيمو متجهاً نحو موقعهم. في هذه المرة انتظر المدفعيون حتى كانت الطيور على مقربة من المكان قبل إطلاق النار. وعلق المدفع بعد قتل اثني عشر طائر وما تبقى تناثروا قبل أن يتمكنوا من إطلاق النار عليهم. لم يتم رؤية المزيد من الطيور في ذلك اليوم.
في الأيام التي تلت ذلك، اختار ميريديث التحرك جنوباً، حيث تم الإبلاغ عن أن الطيور«قابلة للترويض إلى حد ما»، ولكن لم يكن هناك سوى نجاح محدود على الرغم من جهوده. وبحلول اليوم الرابع من الحملة، لاحظ مراقبو الجيش أن «كل حزمة تبدو وكأن لها قائدها الخاص الآن - طائر كبير أسود اللون يقف على ارتفاع ستة أقدام ويراقب بينما يقوم زملائه بأعمال التدمير ويحذرهم من نهجنا». وفي إحدى المراحل، ذهب ميريديث إلى حد حمل أحد البنادق على شاحنة: وهي خطوة ثبت عدم فعاليتها، حيث أن الشاحنة لم تتمكن من اللحاق بالطيور، وكانت الرحلة صعبة لدرجة أن المدفعي لم يتمكن من إطلاق أي طلقات. وبحلول 8 نوفمبر، بعد ستة أيام من الأشتباك الأول، تم إطلاق 2500 طلقة من الذخيرة. عدد الطيور المقتولة غير مؤكد: تشير إحدى التقارير إلى أنه كان 50 طائراً، لكن الحسابات الأخرى تتراوح بين 200 و500، أما الرقم الأخير فقدمه المستوطنون. أشار تقرير ميريديث الرسمي إلى أن رجاله لم يصبوا بأي إصابات.
يلخص عمليات الإعدام، عالم الطيور دومينيك سيرفنتي قائلاً:
وفي 8 نوفمبر، ناقش الممثلون في مجلس النواب الأسترالي العملية. بعد التغطية السلبية للأحداث في وسائل الإعلام المحلية،  التي تضمنت ادعاءات بأن «عدد قليل فقط» من الإيمو قد مات، قام بيرس بسحب الأفراد العسكريين والمدافع في 8 نوفمبر.
بعد الانسحاب، قام اللواء ميريديث بمقارنة طيور الإيمو مع الزولو وعلق على قدرة المناورة، حتى في حين يكونوا مصابين بجروح بالغة.

### المحاولة الثانية
بعد انسحاب الجيش، استمرت هجمات طيور الإيمو على المحاصيل. طلب المزارعون مرة أخرى الحصول على الدعم، مستشهدين بالطقس الحار والجفاف الذي أدى إلى غزو الإيمو في المزارع بالآلاف. قدم جيمس ميتشل، رئيس وزراء أستراليا الغربية دعمه القوي لتجديد المساعدات العسكرية. وفي الوقت نفسه، صدر تقرير من قائد القاعدة أشار إلى أن 300 طائر قد قُتلوا في العملية الأولى.
وبناءً على الطلبات وتقرير قائد القاعدة، وافق وزير الدفاع بحلول 12 نوفمبر على استئناف الجهود العسكرية. دافع عن القرار في مجلس الشيوخ، موضحاً لماذا كان الجنود ضروريين لمواجهة الخطر الزراعي الخطير الذي يمثله عدد كبير من الطيور الإيمو. على الرغم من أن الجيش قد وافق على إقراض الأسلحة إلى حكومة أستراليا الغربية على أمل توفيرها للأشخاص الضروريين، فقد تم وضع ميريديث مرة أخرى في الميدان بسبب الافتقار الواضح إلى مدفعي الأسلحة ذوي الخبرة في الولاية.
في 13 نوفمبر / تشرين الثاني عام 1932، وجد الجيش درجة من النجاح في الميدان في اليومين الأولين، حيث قُتل ما يقرب من 40 إيمو. وفي اليوم الثالث، 15 تشرين الثاني / نوفمبر، ثبت أنه كان أقل نجاحاً بكثير، ولكن بحلول 2 ديسمبر / كانون الأول، كان الجنود يقتلون حوالي 100 إيمو في الأسبوع. تم استدعاء ميريديث في 10 ديسمبر، وفي تقريره ادعى 986 قتل مع 9,860 طلقة، بمعدل 10 طلقات بالضبط لكل قتل مؤكد. بالإضافة إلى ذلك، زعم ميريديث أن 2500 من الطيور الجريحة قد توفيت نتيجة للإصابات التي أصيبوا بها.

## آثار الحادثة
على الرغم من المشاكل التي واجهتها عملية الإعدام، طلب مزارعو المنطقة مرة أخرى المساعدة العسكرية في أعوام 1934 و 1943 و 1948، إلا أن الحكومة رفضت ذلك. بدلا من فضله النظام الذي كان قد حرض في عام 1923 واستمر هذا ثبت أن تكون فعالة: 57,034 خيرات ادعى على مدى فترة ستة أشهر في عام 1934.
بحلول ديسمبر 1932، انتشرت كلمة الحرب الإيمو، ووصلت إلى المملكة المتحدة. واحتج بعض المدافعين عن البيئة هناك على «إعدام طيور الإيموالنادرة». دومينيك سيرفنتي وهوبيرت ويت، وصف العلماء الطيور الأستراليون البارزون «الحرب» بأنها «محاولة لتدمير الشامل للطيور».
وطوال عام 1930 وما بعده، أصبح السياج الحاجز وسيلة شعبية لإبعاد الإيمو عن المناطق الزراعية (بالإضافة إلى الهوام الأخرى مثل الدنغو والأرانب).